# Alain Miéville
Alain Miéville (* 25. November 1985 in Freiburg im Üechtland) ist ein Schweizer Eishockeyspieler, der seit 2020 beim HC Yverdon-les-Bains in der 1. Liga unter Vertrag steht.

## Karriere
Alain Miéville begann seine Karriere als Eishockeyspieler in der Jugend von Fribourg-Gottéron, für dessen Profimannschaft er in der Saison 2003/04 sein Debüt in der Nationalliga A gab, wobei er in zwei Spielen punkt- und straflos blieb. Von 2004 bis 2006 spielte der Angreifer parallel für den Zweitligisten HC La Chaux-de-Fonds. Nachdem er auch die Saison 2006/07 bei Fribourg-Gottéron und La Chaux-de-Fonds begonnen hatte, wechselte er zum EHC Biel in die NLB. Mit seiner neuen Mannschaft wurde Miéville 2007 und 2008 jeweils NLB-Meister und stieg zudem in der Saison 2007/08 mit seinem Club in die National League A auf. Obwohl er im Aufstiegsjahr zu den Stammkräften in Biel gehört hatte, schloss er sich im Sommer 2008 dem Lausanne HC aus der NLB an. In den folgenden zwei Jahren war er eine feste Grösse beim LHC und gewann mit den Waadtländern 2009 und 2010 zwei weitere Male die Meisterschaft der National League B, wobei der Angreifer beide Spielzeiten als bester Scorer der Mannschaft beendete. Im Anschluss wurde jedoch der Aufstieg in die höchste Liga abermals verpasst und Miéville entschied sich zur Saison 2010/11 für eine Rückkehr zum EHC Biel.
Im Verlauf der Saison 2011/12, im Dezember 2011, unterzeichnete Miéville einen Zweijahresvertrag beim Schweizer Eishockeyverein HC Ambrì-Piotta mit Gültigkeit ab der Saison 2012/13. Anschließend stand er zwischen 2014 und 2018 erneut beim Lausanne HC unter Vertrag.
Ab 2018 spielte Miéville wieder für den HC La Chaux-de-Fonds, wo er einen Dreijahresvertrag bis 2021 unterschrieb. Diesen erfüllte er jedoch nicht und wechselte bereits zur Saison 2020/21 zum viertklassigen HC Yverdon-les-Bains.

## Erfolge und Auszeichnungen
- 2007 Meister der NLB mit dem EHC Biel
- 2008 Meister der NLB und Aufstieg in die NLA mit dem EHC Biel
- 2009 Meister der NLB mit dem Lausanne HC
- 2010 Meister der NLB mit dem Lausanne HC

## Statistik
Stand: Ende der Saison 2017/18